# بيتر بيرغ (كاتب)
بيتر بيرغ (بالإنجليزية: Peter Berg)‏ هو كاتب أمريكي، ولد في 1 أكتوبر 1937، وتوفي في 28 يوليو 2011.